# Microtia
La microtia (en latín significa "pequeña oreja") es una deformidad congénita de la pinna (oído externo). Puede ser unilateral (un lado sólo) o bilateral (afectando ambos lados). Ocurre en uno de cada 8.000-10.000 nacimientos. En la microtia unilateral, la oreja derecha es más frecuentemente la afectada. Hay cuatro grados de microtia:
• Grado I: una oreja ligeramente pequeña con estructuras identificables y un canal auditivo externo pequeño pero presente.
• Grado II: una ausencia parcial o hemioreja con bloqueo o estenosis del canal auditivo externo que produce una pérdida conductiva de la audición 
• Grado III: ausencia del oído externo con una pequeña estructura vestigial (parecida a un cacahuate) y una ausencia del canal auditivo externo y del tímpano.
• Grado IV: ausencia de la oreja o anotia total.
El grado III es muy común, y puede ser corregido por la cirugía. 
En la primera consulta se debe determinar si el oído interno está intacto y la vista es normal. Si la vista es normal, el próximo paso (si un canal no es visible externamente) comporta determinar si existe un canal, por medio de una Tomografía Computarizada. En los pacientes más jóvenes se realiza bajo sedación. La edad a la que se realiza la reconstrucción depende de la técnica escogida (ve abajo). La cirugía más temprana de es a la edad 5-6 años para reconstrucción con implantes de Medpor y 7 a 10 para la reconstrucción autóloga con injerto de cartílago costal. Dependiendo de la técnica puede ser preciso esperar hasta los 8-10 años para obtener suficiente cantidad de cartílago y reconstruir una oreja de tamaño adulto (el pabellón auricular alcanza un tamaño similar al del adulto a la edad de los 9-10 años).

## Opciones
Hay dos asuntos separados en la cirugía de microtia:
1) La reconstrucción auricular para mejorar la apariencia y la forma visuales del oído externo
2) La Reparación de atresia o aplicación de un hueso-anclado oyendo que la ayuda BAHA para restaurar vista. La sordera unilateral no es considerada generalmente una incapacidad grave, especialmente cuando la persona puede ajustar desde el nacimiento. En algunas áreas los beneficios de la intervención para permitir vista en la oreja de microtica no es considerada para pesar más que los riesgos, menos en el bilateral microtia. Sin embargo, los niños con la pérdida unilateral sin tratamiento de vista son ocho a diez veces más probable de tener que repetir un grado en la escuela. Si la cirugía o las ayudas no son utilizadas, los pasos especiales deben ser tomados para asegurar que el niño conseguirá acceso y entienda toda la información verbal presentada en los escenarios de la escuela. La edad para la implantación de BAHA depende de, si usted está en Europa (18 meses) o los EE. UU. (se envejece 5). Si el niño está bajo la edad para la implantación quirúrgica, el BAHA puede ser puesto en una cinta de cabeza. 

Para la reconstrucción  auricular, hay cuatro opciones diferentes:
1) La Reedificación de Costilla-Injerto. Porque el injerto es el propio cartílago vivo de paciente, la oreja continúa crecer cuando el niño nace. El procedimiento es realizado generalmente después de la edad de 6 anos, una razón es para asegurar que la jaula de costilla sea suficiente grande para proporcionar al donante material necesario. Esto es tres a cinco cirugías del tratamiento. El número de cirugías puede variar.
2) Reconstruye la oreja que utiliza un polyethelene de Medpor injerto plástico. Esto es una de dos cirugías del teatro que puede empezar a la edad de 3 anos. Note que para pacientes que tienen Microtia y Atresia, y usan Medpor para la reedificación de oído externo la reparación de atresia debe ser hecha PRIMERO (como mencionado arriba con la reedificación de injerto de costilla, la reparación de atresia es hecha DESPUES).
3) Prótesis de Oreja. Una prótesis de craniofacial o auricular (oreja) prótesis es la costumbre hecha por un anaplastologist de reflejar la otra oreja. Las orejas protésicas pueden aparecer muy prácticas mas ellos requieren unos pocos minutos del cuidado diario. Ellos son hechos típicamente de silicona que es colorada para emparejar la piel individual y puede ser conectado utilizando adhesivo o con tornillos de titanio metidos en el cráneo a que el protésico es conectado con un sistema magnético o barra/de tipo clip. Estos tornillos son igual que el BAHA (hueso ancló oír la ayuda) los tornillos y puede ser colocado simultáneamente. La edad óptima para empezar llevando una prótesis de oreja está entre la edad de 6 y 9. El niño debe ser suficiente maduro para querer y ayudar el cuidado para la prótesis. [1] UNA persona con el grado I y II de microtia no deben considera una prótesis de oreja. Una persona con grado IV (anotia) debe considerar las siguientes opciones "B" y "C". Una persona con el grado III construcción tiene tres opciones para la reedificación. A) Deja las etiquetas de la piel para futuros propósitos reconstructivos y cirugías y hace un adhesivo prótesis retenida sobre la cima de la oreja existente. La ventaja es que usted puede mantener sus opciones reconstructivas abiertas y consigue más definición en la oreja. Esto le permite probar el enfoque protésico sin el ardor de cualquier puente. Es también el enfoque menos costoso. La desventaja es que la oreja es colocada típicamente más bajo y más adelantar y puede aparecer más voluminoso que la otra oreja. Le dará un resumen bueno. La colocación es la opción "B" que es más difícil que protésico. Si usted quiere la mirada de la prótesis y quiere hacerlo más permanente, usted puede procede con la opción "C". B) Quita las etiquetas de piel y utiliza un adhesivo oreja retenida. La ventaja sobre la opción protésica "A" es que la oreja protésica puede ser un reflejo exacto idéntico cercano de otra la oreja. La colocación es mucho más fácil también porque la piel es plana. La desventaja es que usted quita las etiquetas de piel que son necesarias para la reedificación quirúrgica. Usted siempre tiene la opción de colocar los injertos en el futuro. C) Quita las etiquetas de piel y coloca simultáneamente los injertos para una prótesis. Los resultados visuales son muy semejantes a la opción "B" protésica. La ventaja es esa colocación de la oreja llega a ser aún más fácil y usted elimina los costos de adhesivo y el cuidado diario asociado. La desventaja es otra vez que usted limita sus opciones reconstructivas quirúrgicas.
4) La reedificación suave del tejido: bien conocido Dr. Roland Eavey en la Masa es muy exitoso usando este método. El razonamiento para la reedificación suave del tejido es que orejas quirúrgicamente reconstruidas que utilizan costilla-injerto o los injertos son sensibles, aunque la sensación no es el mismo en cuanto las orejas normales es debido al trasplante de piel de otras áreas del cuerpo.

## Complicaciones
Atresia auricular es asociada comúnmente con microtia. Atresia ocurre porque pacientes con microtia no pueden tener una apertura externa en el canal de la oreja, aunque la cóclea y el oído interior son presenta generalmente. El grado de microtia es poner en correlación al desarrollo de la oreja mediana.
La microtia es aislada generalmente, pero puede ocurrir en conjunción con microsomia hemifacial o Síndrome de Treacher-Collins.
La microtia puede causar dificultades como llevar auriculares y gafas [4]. También se asocia ocasionalmente con síndromes que pueden causar problemas de equilibrio, problemas de riñón, y problemas de mandíbula, y más raramente, los defectos de corazón y deformidades vertebrales. 
Si un canal es construido donde uno no existe, las complicaciones son menores pero pueden surgir de la tendencia natural del cuerpo para curar una herida abierta Atresia cerrado. auricular es un procedimiento muy detallado y complicada cirugía que requiere a un experto en la reparación de atresia. Mientras las complicaciones de esta cirugía pueden surgir, el riesgo de complicaciones es reducido mucho cuando se usa un otologist sumamente experimentado. Los pacientes de Atresia que optan por la cirugía tendrán temporalmente el canal empacado con esponja de gelatina y laminado metálico de silicona para prevenir que cierre.

## El apoyo de paciente
Asociación Microtia España (AME): La Asociación surge de las inquietudes de un grupo de familias con la intención, entre otras,  de agrupar y relacionar niños, adolescentes y adultos con microtia. Nace en 2013. En la actualidad tiene su sede en Barcelona. Realiza encuentros bianuales con profesionales médicos, pacientes y familias. (1)
AboutFace : es una organización internacional que proporciona información y apoyo emocional a individuos y sus familias afectados por diferencias y desfiguraciones faciales.
Un grupo del apoyo del padre específicamente dedicado a Atresia y Microtia es localizado en Yahoo
El grupo Let Them Hear Foundation 501(c)(3) es una lucrativo que proporciona ayuda gratis de apelaciones de seguro a individuos que han sido rechazado por sus aseguradores para la reparación de atresia o reedificación auricular con un cirujano experimentado.
Las conferencias periódicas con respecto a opciones de tratamiento de microtia son patrocinadas. Las fechas próximas de la conferencia son:
• 19 y 20 de abril de 2008 en Tokio, Japón 
• 4 y 5 de octubre de 2008 en Palo Alto, California